# Rhabditida
Rhabditida je red slobodnoživućih, zooparazitskih i fitoparazitskih mikrobivornih nematoda koje žive u zemljištu. Smatra se da su Cephalobidae, Panagrolaimidae, Steinernematidae, i Strongyloididae bliže Tylenchia, bez obzira da li su spojeni sa Rhabditia ili ne.

## Familije
Rhabditida
- Myolaimina
  - Incertae sedis
    - Myolaimoidea
      - Myolaimidae
- Rhabditina
  - Bunonematomorpha
    - Bunonematoidea
      - Bunonematidae

  - Diplogasteromorpha
    - Cylindrocorporoidea
      - Cylindrocorporidae

    - Diplogasteroidea
      - Cephalobiidae
      - Diplogasteridae
      - Diplogasteroididae

  - Rhabditomorpha
    - Mesorhabditoidea
      - Peloderidae

    - Rhabditoidea
      - Rhabditidae
- Spirurina
  - Ascaridomorpha
    - Ascaridoidea
      - Acanthocheilidae
      - Anisakidae
      - Ascarididae
      - Heterocheilidae
      - Raphidascarididae

    - Cosmocercoidea
      - Atractidae
      - Kathlaniidae

    - Seuratoidea
      - Cucullanidae
      - Quimperiidae

  - Gnathostomatomorpha
    - Gnathostomatoidea
      - Gnathostomatidae

  - Oxyuridomorpha
    - Oxyuroidea
      - Pharygnodonidae

    - Thelastomatoidea
      - Thelastomatidae

  - Spiruromorpha
    - Acuarioidea
      - Acuariidae

    - Camallanoidea
      - Camallanidae

    - Filarioidea
      - Onchocercidae

    - Habronematoidea
      - Cystidicolidae
      - Tetrameridae

    - Physalopteroidea
      - Physalopteridae

    - Thelazioidea
      - Rhabdochonidae
- Tylenchina
  - Cephalobomorpha
    - Cephaloboidea
      - Cephalobidae

  - Drilonematomorpha
    - Drilonematoidea
      - Drilonematidae
      - Homungellidae
      - Ungellidae

  - Panagrolaimomorpha
    - Panagrolaimoidea
      - Panagrolaimidae

    - Strongyloidoidea
      - Alloionematidae

  - Tylenchomorpha
    - Aphelenchoidea
      - Aphelenchidae
      - Aphelenchoididae

    - Criconematoidea
      - Criconematidae
      - Hemicycliophoridae

    - Sphaerularioidea
      - Anguinidae
      - Neotylenchidae

    - Tylenchoidea
      - Belonolaimidae
      - Dolichodoridae
      - Hoplolaimidae
      - Incertae sedis
        - Deladenus Thorne, 1941
        - Paratylenchus Micoletzky, 1922
        - Radopholus Thorne, 1949
        - Tylenchorhynchus Cobb, 1913

      - Pratylenchidae
      - Tylenchidae